# 物語の始まりへ
『物語の始まりへ』（ものがたりのはじまりへ）は、2003年10月9日から石川テレビなどで放送されているドキュメンタリー番組。金沢工業大学の一社提供番組（提供クレジットの表示なし、本編終了後に30秒のCMを放送）。

## 番組概要
毎週、金沢工業大学の一人の学生にスポットを当て、「夢の実現」に向けて情熱を注ぐ姿を描く「ヒューマンドラマ」となっている。番組で取り上げるものとして、「鳥人間コンテスト選手権大会」に挑戦する模様やソーラーカープロジェクトなどを紹介している。
他に、金沢工業大学の学生が主体となって進める「夢考房プロジェクト」の内容もこの番組では紹介している。
特別編として、2010年3月19日に『物語の始まりへ NEXT〜それからの6人〜』として、これまでの出演者を代表とした6人の現在の様子が放送された（19:00 - 19:57、3月22日に再放送）。なお、この日の『ホンネの殿堂!!紳助にはわかるまいっ』のスペシャルは短縮版で放送された。
長らくハイビジョン方式による番組制作は見送られてきたが、2010年4月1日放送分からハイビジョン方式に移行。地上アナログ放送ではレターボックス形式での放送に変更された。

## ネット局・放送時間
詳細は公式サイトを参照。2010年4月以降は中部地方のフジテレビ系列局などでも放送を開始。実質、ブロックネット番組として放送されている。
| 放送対象地域 | 放送局            | 系列           | 放送時間           | 備考           |
| ------------ | ----------------- | -------------- | ------------------ | -------------- |
| 石川県       | 石川テレビ        | フジテレビ系列 | 木曜 21:54 - 22:00 | 制作局         |
| 北海道       | 北海道文化放送    | フジテレビ系列 | 日曜 8:25 - 8:30   | [ 注 2 ] [ 1 ] |
| 静岡県       | テレビ静岡        | フジテレビ系列 | 日曜 8:25 - 8:30   | [ 注 3 ]       |
| 福井県       | 福井テレビ        | フジテレビ系列 | 日曜 8:25 - 8:30   | [ 注 4 ]       |
| 富山県       | 富山テレビ        | フジテレビ系列 | 日曜 8:55 - 9:00   | [ 注 5 ]       |
| 中京広域圏   | 東海テレビ        | フジテレビ系列 | 日曜 8:55 - 9:00   | [ 注 5 ]       |
| 近畿広域圏   | 関西テレビ        | フジテレビ系列 | 日曜 8:55 - 9:00   | [ 注 6 ]       |
| 新潟県       | NST新潟総合テレビ | フジテレビ系列 | 日曜 11:45 - 11:50 |                |
| 長野県       | 長野放送          | フジテレビ系列 | 日曜 11:45 - 11:50 | [ 注 8 ]       |
| 福岡県       | TVQ九州放送       | テレビ東京系列 | 火曜 22:54 - 23:00 | [ 3 ] [ 注 9 ] |

関西テレビでは、独自に文字多重放送を実施している。日曜日に放送がある放送局において『FNS27時間テレビ』放送週は休止あるいは放送時間が変更される。